# Oser
Oser, także Woeser (tyb. ཚེ་རིང་འོད་ཟེར་; Wylie: tshe-ring ’od-zer; ZWPY: Cering Oiser; chiń. 唯色; pinyin Wéisè; ur. 1966) – tybetańska poetka, pisarka, blogerka i dziennikarka.

## Życiorys
Urodziła się w Lhasie. Jej ojciec był urzędnikiem pracującym w ChALW. Należał również (wraz z małżonką) do KPCh. Na początku lat 70. została wraz z rodziną przeniesiona do Kardze.
Studiowała literaturę chińską na Południowo-Zachodnim Uniwersytecie Mniejszości Narodowych w Chengdu, następnie była dziennikarką w Darcedo („Ganze Daily”). W 1990 przeprowadziła się do Lhasy, wkrótce potem rozpoczęła naukę w Instytucie Lu Xuna w Pekinie. Redagowała magazyn „Literatura Tybetańska”, zaczęła również tworzyć poezję. Pierwszy tomik, Xizang zai shang, opublikowała w 1999. Poruszała w nim między innymi kwestie tybetańskiej tożsamości. Cztery lata później wydała Xizang Biji, na którą składały się krótkie opowiadania krytykujące politykę władz chińskich względem Tybetańczyków. Książka zyskała znaczną popularność, jednakże we wrześniu 2003 została objęta zapisem cenzorskim. W kolejnych latach, ze względu na niemożność publikowania w Chinach kontynentalnych, wydała kilka książek na Tajwanie.
W 2003 przeniosła się do Pekinu, od 2005 prowadziła bloga, na którym poruszała takie tematy jak przebieg rewolucji kulturalnej na terenie Tybetu, występowanie AIDS na terenach tybetańskich czy powstanie z 1959. W 2006 został on zamknięty, w związku z czym otworzyła nowy, tym razem korzystając z zagranicznego serwera. Dziamjang Norbu wskazuje, że jej działalność blogerska wprowadziła nowe standardy do dyskusji o Tybecie. Podczas protestów z 2008 publikowała szczegółowe raporty na temat bieżącej sytuacji w Tybecie. Został na nią nałożony areszt domowy, policja zatrzymała ją również podczas igrzysk olimpijskich w tym samym roku. Znalazła się (wraz z mężem, Wang Lixiongiem) wśród sygnatariuszy Karty 08 autorstwa Liu Xiaobo. Utrzymuje kontakty z licznymi chińskimi dysydentami, jest również jednym z niewielu tybetańskich twórców publikujących po chińsku. Została zgłoszona do Nagrody Sacharowa za rok 2013.
W Polsce ukazał się „Niewidoczny Tybet” – zbiór jej stu jedenastu tekstów, poprzedzony esejem Wang Lixionga (Wydawnictwo Akademickie Dialog, Warszawa 2013).

## Nagrody
- Nagroda Związku Autorów Norweskich za walkę w obronie wolności słowa (2007)[9]
- Nagroda księcia Clausa (2011)[10]
- International Women of Courage Award (2013)[7]